# Edwardsia californica
Edwardsia californica is een zeeanemonensoort uit de familie Edwardsiidae.
Edwardsia californica is voor het eerst wetenschappelijk beschreven door McMurrich in 1913.